# Phối hợp kênh
Phối hợp kênh (hoặc phối hợp chuỗi cung ứng) nhằm cải thiện hiệu suất chuỗi cung ứng bằng cách sắp xếp các kế hoạch và mục tiêu của từng doanh nghiệp.  Nó thường tập trung vào quản lý hàng tồn kho và các quyết định đặt hàng trong các thiết lập giữa các công ty phân tán.  Các mô hình phối hợp kênh có thể liên quan đến lý thuyết tồn kho đa tiếng vang, nhiều người ra quyết định, thông tin bất cân xứng, cũng như các mô hình sản xuất gần đây, như tùy chỉnh hàng loạt, vòng đời sản phẩm ngắn, gia công và phân biệt chậm trễ.  Các nền tảng lý thuyết của sự phối hợp chủ yếu dựa trên lý thuyết hợp đồng.  Vấn đề phối hợp kênh được mô hình hóa và phân tích đầu tiên bởi Anantasubramania Kumar vào năm 1992.

## Tổng quan
Việc ra quyết định phi tập trung trong chuỗi cung ứng dẫn đến tình trạng tiến thoái lưỡng nan dẫn đến hiệu suất tổng thể dưới mức tối ưu được gọi là cận biên kép.  Gần đây, các đối tác trong chuỗi cung ứng vĩnh viễn có xu hướng mở rộng sự phối hợp các quyết định của họ nhằm cải thiện hiệu suất cho tất cả những người tham gia.  Một số nhận thức thực tế của phương pháp này là Lập kế hoạch hợp tác, Dự báo và Bổ sung (CPFR), Hàng tồn kho do nhà cung cấp quản lý (VMI) và Phản hồi nhanh (QR).
Lý thuyết về phối hợp kênh nhằm hỗ trợ tối ưu hóa hiệu suất bằng cách phát triển các thỏa thuận để sắp xếp các mục tiêu khác nhau của các đối tác.  Chúng được gọi là các cơ chế hoặc kế hoạch phối hợp, kiểm soát các luồng thông tin, vật liệu (hoặc dịch vụ) và tài sản tài chính dọc theo chuỗi.  Nói chung, sơ đồ hợp đồng nên bao gồm các thành phần sau:
- phương pháp lập kế hoạch địa phương xem xét các hạn chế và mục tiêu của các đối tác riêng lẻ,
- một cơ sở hạ tầng và giao thức để chia sẻ thông tin, và
- một chương trình khuyến khích để sắp xếp lợi ích cá nhân của các đối tác.

Các phương pháp lập kế hoạch phù hợp là cần thiết để tối ưu hóa hành vi của sản xuất.  Thành phần thứ hai cần hỗ trợ khả năng hiển thị và minh bạch thông tin cả trong và giữa các đối tác và tạo điều kiện cho việc thực hiện các doanh nghiệp thời gian thực.  Cuối cùng, thành phần thứ ba cần đảm bảo rằng các đối tác hành động theo các mục tiêu chung của chuỗi cung ứng.
Phương pháp chung để nghiên cứu phối hợp bao gồm hai bước.  Lúc đầu, người ta giả định một người ra quyết định trung tâm với thông tin đầy đủ, người giải quyết vấn đề.  Kết quả là một giải pháp tốt nhất đầu tiên cung cấp ràng buộc vào mục tiêu hiệu suất toàn hệ thống có thể đạt được.  Trong bước thứ hai, người ta liên quan đến vấn đề phi tập trung và thiết kế một giao thức hợp đồng tiếp cận hoặc thậm chí đạt được hiệu suất của thứ nhất.
Một hợp đồng được cho là điều phối kênh, nếu nhờ đó, các quyết định địa phương tối ưu của đối tác dẫn đến hiệu suất toàn hệ thống tối ưu.  Phối hợp kênh có thể đạt được trong một số mô hình đơn giản, nhưng khó khăn hơn (hoặc thậm chí là không thể) trong các trường hợp thực tế hơn và trong thực tế.  Do đó, mục tiêu thường chỉ là thành tựu của lợi ích chung so với tình huống không phối hợp.
Một hướng thay thế được nghiên cứu rộng rãi khác để phối hợp kênh là áp dụng một số giao thức đàm phán.  Cách tiếp cận như vậy áp dụng các phương pháp giải pháp lặp, trong đó các đối tác trao đổi các đề xuất và phản hồi đề xuất cho đến khi đạt được thỏa thuận.  Vì lý do này, phương pháp này thường được gọi là lập kế hoạch hợp tác.  Các giao thức đàm phán có thể được đặc trưng theo các tiêu chí sau:
- Đề xuất ban đầu được tạo ra thường xuyên nhất bởi công ty người mua được gọi là lập kế hoạch ngược dòng.  Ngược lại, khi người khởi xướng là nhà cung cấp, nó được gọi là kế hoạch hạ nguồn.  Trong một số trường hợp đã tồn tại một kế hoạch ban đầu (ví dụ: sử dụng lịch trình lăn hoặc kế hoạch khung).  Ngoài ra còn có một số giao thức trong đó kế hoạch ban đầu được tạo ngẫu nhiên.
- Để đảm bảo thời gian chạy hữu hạn, cần xác định số vòng tối đa.  Ngoài ra, giao thức cũng nên chỉ định số lượng kế hoạch được cung cấp trong mỗi vòng.  Khi số lượng vòng hoặc kế hoạch cao, ứng dụng thực tế đòi hỏi các hệ thống kế hoạch địa phương nhanh chóng để đánh giá nhanh các đề xuất và tạo ra các đề xuất phản biện.
- Nói chung, các giao thức đàm phán không thể cung cấp sự tối ưu và chúng đòi hỏi một số điều kiện đặc biệt để đảm bảo sự hội tụ.
- Các đề xuất phản đối thường xác định các khoản thanh toán phụ (bồi thường) giữa các công ty để truyền cảm hứng cho đối tác đi chệch khỏi kế hoạch đề xuất trước đó.

Một công cụ cũng thường được sử dụng để sắp xếp kế hoạch của các nhà ra quyết định khác nhau là áp dụng một số cơ chế đấu giá.  Tuy nhiên, đấu giá trên mạng được áp dụng nhiều nhất trong các tương tác thị trường thuần túy ở ranh giới của chuỗi cung ứng nhưng không nằm trong chuỗi cung ứng ″, do đó chúng thường không được coi là phương pháp điều phối kênh.

## Đặc điểm của phương án phối hợp
Có một số phân loại hợp đồng phối hợp kênh, nhưng chúng chưa hoàn thành và các lớp được xem xét không rời rạc.  Thay vì phân loại hoàn chỉnh, một tập hợp các khía cạnh được liệt kê dưới đây để khái quát các nguyên tắc phân loại hiện có bằng cách cho phép phân loại theo nhiều quan điểm.

### Đặc điểm vấn đề

#### Tầm nhận thức
Hầu hết các mô hình liên quan xem xét đường chân trời một giai đoạn hoặc đường chân trời hai giai đoạn với cập nhật dự báo.  Sau này, việc sản xuất có thể dựa trên dự báo sơ bộ với chế độ sản xuất bình thường hoặc dự báo cập nhật với sản xuất khẩn cấp, có nghĩa là thời gian sản xuất ngắn hơn, nhưng chi phí cao hơn.  Bên cạnh đó, đường chân trời có thể bao gồm nhiều thời kỳ và nó có thể là vô hạn.  Cách tiếp cận thực tế phổ biến nhất là lập kế hoạch cho tầm nhận thức, tức là cập nhật và mở rộng một kế hoạch hiện có trong từng thời kỳ.

#### Số lượng sản phẩm
Hầu như tất cả các mô hình dựa trên hợp đồng chỉ liên quan đến một sản phẩm.  Một số mô hình nghiên cứu các trường hợp đặc biệt của sản phẩm thay thế hoặc bổ sung.  Tuy nhiên, việc xem xét nhiều sản phẩm hơn trong trường hợp chung là cần thiết nếu hạn chế về công nghệ hoặc tài chính, giống như giới hạn năng lực hoặc ngân sách.

#### Đặc điểm nhu cầu
Một mặt, nhu cầu có thể là ngẫu nhiên (không chắc chắn) hoặc xác định.  Mặt khác, nó có thể được coi là tĩnh (không đổi theo thời gian) hoặc động (ví dụ: có tính thời vụ).

#### Xử lý rủi ro
Trong hầu hết các mô hình, người chơi được coi là trung lập rủi ro.  Điều này có nghĩa là họ có ý định tối đa hóa lợi nhuận dự kiến của họ (hoặc tối thiểu hóa chi phí dự kiến của họ).  Tuy nhiên, một số nghiên cứu cho rằng những người chơi không thích rủi ro muốn tìm kiếm một sự đánh đổi chấp nhận được khi xem xét cả giá trị kỳ vọng và phương sai của lợi nhuận.

#### Xử lý thiếu hụt
Các mô hình khác nhau trong thái độ của họ đối với chứng khoán.  Hầu hết các tác giả xem xét tồn đọng, khi nhu cầu phải được đáp ứng sau đó với chi phí cung cấp giá thấp hơn hoặc doanh thu bị mất, bao gồm một số chi phí lý thuyết (ví dụ: mất thiện chí, mất lợi nhuận, v.v.).  Một số mô hình bao gồm một ràng buộc cấp độ dịch vụ, giới hạn sự xuất hiện hoặc số lượng hàng tồn kho dự kiến.  Ngay cả mức dịch vụ 100% cũng có thể đạt được với sản xuất bổ sung hoặc khẩn cấp (ví dụ: làm thêm giờ, thuê ngoài) với chi phí cao hơn.

#### Các tham số và biến
Quan điểm này cho thấy các biến thể lớn nhất trong các mô hình khác nhau.  Các biến quyết định chính là liên quan đến số lượng (số lượng sản xuất, số lượng đặt hàng, số lượng tùy chọn, v.v.), nhưng đôi khi giá cả cũng là biến quyết định.  Các tham số có thể là hằng số hoặc ngẫu nhiên.  Các thông số phổ biến nhất liên quan đến chi phí: chi phí cố định (đặt hàng hoặc thiết lập), chi phí sản xuất và chi phí lưu kho.  Đây là tùy chọn; nhiều mô hình bỏ qua chi phí cố định hoặc hàng tồn kho.  Có nhiều thông số khác: giá cho các hợp đồng khác nhau, giá trị cứu hộ, hình phạt thiếu, thời gian chờ, v.v.

#### Mô hình cơ bản và kỹ thuật giải pháp
Hầu hết các mô hình một giai đoạn áp dụng mô hình newsvendor.  Trên đường chân trời hai giai đoạn, điều này được mở rộng với khả năng của hai chế độ sản xuất.  Trên nhiều thời kỳ, cổ phiếu cơ sở, hoặc trong trường hợp nhu cầu xác định, các mô hình EOQ là phổ biến nhất.  Trong những trường hợp như vậy, giải pháp tối ưu có thể được xác định bằng các phép toán đại số đơn giản.  Những mô hình đơn giản này thường hoàn toàn coi thường các hạn chế công nghệ; tuy nhiên, trong các trường hợp công nghiệp thực tế, năng lực tài nguyên, hàng tồn kho hoặc hạn chế ngân sách có thể có liên quan.  Điều này đòi hỏi các mô hình phức tạp hơn, chẳng hạn như LP, MIP, chương trình ngẫu nhiên và do đó các kỹ thuật lập trình toán học mạnh hơn có thể được yêu cầu.
Đối với các tiêu chí tối ưu hóa, các mục tiêu thông thường nhất là tối đa hóa lợi nhuận hoặc tối thiểu hóa chi phí, nhưng các lựa chọn khác cũng có thể hiểu được, ví dụ, tối thiểu hóa thời gian thông qua.  Xem xét nhiều tiêu chí chưa phổ biến trong tài liệu phối hợp.

### Đặc điểm phân cấp

#### Số lượng và vai trò của người chơi
Các tình huống khó xử thường được nghiên cứu nhất liên quan đến hai người chơi và gọi họ là khách hàng và nhà cung cấp (hoặc người mua-người bán).  Ngoài ra còn có phần mở rộng của mô hình đơn giản này: nhiều khách hàng có nhu cầu tương quan và nhiều nhà cung cấp với các thông số sản xuất khác nhau.  Phần mở rộng đa âm cũng có thể hiểu được, tuy nhiên, thưa thớt trong tài liệu.  Khi sự phối hợp nằm trong chuỗi cung ứng (thường là quan hệ khách hàng - nhà cung cấp), nó được gọi là dọc, mặt khác là ngang.  Một ví dụ cho trường hợp sau là khi các nhà cung cấp khác nhau của cùng một khách hàng phối hợp vận chuyển.
Đôi khi vai trò của những người tham gia cũng rất quan trọng.  Các công ty được xem xét thường xuyên nhất là nhà sản xuất, nhà bán lẻ, nhà phân phối hoặc công ty hậu cần.

#### Quan hệ của người chơi
Một trong những đặc điểm quan trọng nhất của sự phối hợp là mối quan hệ quyền lực của người chơi.  Sức mạnh bị ảnh hưởng bởi một số yếu tố, chẳng hạn như bí quyết sở hữu, số lượng đối thủ cạnh tranh, tỷ lệ trong việc tạo ra giá trị, tiếp cận thị trường và các nguồn tài chính.
Các cầu thủ có thể cư xử theo cách hợp tác hoặc cơ hội.  Trong trường hợp trước, họ chia sẻ một mục tiêu chung và hành động như một đội, trong khi ở tình huống sau, mỗi người chơi chỉ quan tâm đến các mục tiêu riêng của mình.  Hai hành vi này thường có mặt ở dạng hỗn hợp, vì các yêu cầu cơ hội về lợi nhuận và tăng trưởng là bền vững thường chỉ với một thái độ hợp tác nhất định.
Mối quan hệ có thể là tạm thời hoặc vĩnh viễn.  Trong trường hợp tạm thời, thông thường các mô hình một hoặc hai giai đoạn được áp dụng, hoặc thậm chí là một cơ chế đấu giá.  Tuy nhiên, sự phối hợp thậm chí còn quan trọng hơn trong các mối quan hệ lâu dài, trong đó việc lập kế hoạch thường được thực hiện theo cách thức chân trời.  Khi điều phối một mối quan hệ cung cấp vĩnh viễn, người ta phải xem xét hiệu quả học tập, tức là người chơi có ý định tìm hiểu thông tin và hành vi riêng tư của nhau.

#### Mục tiêu của sự phối hợp
Sự phối hợp đơn giản nhất có thể chỉ nhằm mục đích sắp xếp các luồng (nguyên liệu) trong chuỗi cung ứng để đạt được các kế hoạch thực thi và tránh thiếu hụt.  Trong một hình thức phối hợp tiên tiến hơn, các đối tác có ý định cải thiện hiệu suất chuỗi cung ứng bằng cách tiếp cận hoặc thậm chí đạt được kế hoạch tối ưu theo một số tiêu chí.  Nói chung, một kế hoạch phối hợp có thể gây ra tổn thất cho một số người chơi so với tình huống không phối hợp, đòi hỏi một số loại thanh toán phụ để cung cấp một tình huống đôi bên cùng có lợi.  Ngoài ra, thậm chí một số loại công bằng có thể được yêu cầu, nhưng nó không chỉ khó bảo đảm, mà thậm chí để xác định.
Hầu hết các phương pháp phối hợp đòi hỏi phải đạt được mục tiêu ở trạng thái cân bằng để loại trừ khả năng một người chơi cơ hội đi chệch khỏi kế hoạch phối hợp.

#### Cấu trúc thông tin
Một số bài nghiên cứu trường hợp thông tin đối xứng, khi tất cả người chơi biết chính xác các thông số giống nhau.  Cách tiếp cận này rất thuận tiện cho việc chia sẻ chi phí và lợi nhuận, vì tất cả người chơi đều biết chi phí hệ thống phát sinh.  Trường hợp bất đối xứng, khi có một khoảng cách thông tin giữa những người chơi thực tế hơn, nhưng đặt ra những thách thức mới.  Sự bất đối xứng thường liên quan đến các tham số chi phí, công suất hoặc số lượng như dự báo nhu cầu.  Nhu cầu và dự báo thường được coi là định tính, chỉ giới hạn ở hai giá trị có thể: cao và thấp.  Trong trường hợp nhu cầu ngẫu nhiên, sự không chắc chắn của các dự báo cũng có thể là thông tin cá nhân.

#### Cơ cấu quyết định
Vai trò ra quyết định của người chơi phụ thuộc vào các biến quyết định được chỉ định.  Tuy nhiên, có một phân loại chung ít nhiều về khía cạnh này: tuân thủ bắt buộc và tự nguyện.  Theo sự tuân thủ bắt buộc, nhà cung cấp có trách nhiệm đáp ứng tất cả các đơn đặt hàng của khách hàng, do đó nó không có cơ hội quyết định về số lượng sản xuất.  Theo sự tuân thủ tự nguyện, nhà cung cấp quyết định về số lượng sản xuất và không thể buộc phải điền đơn đặt hàng.  Cái sau này phức tạp hơn về mặt phân tích, nhưng cũng thực tế hơn.  Thậm chí, một số giấy tờ cho rằng nhà cung cấp quyết định về giá và sau đó khách hàng quyết định số lượng đặt hàng.

#### Mô hình lý thuyết trò chơi
Từ quan điểm của lý thuyết trò chơi, các mô hình có thể có phương pháp hợp tác hoặc không hợp tác.  Các phương pháp hợp tác nghiên cứu, làm thế nào các cầu thủ hình thành liên minh do đó các mô hình này thường được áp dụng ở cấp độ chiến lược của thiết kế mạng.  Một dạng trò chơi hợp tác điển hình khác liên quan đến một số khung thương lượng, ví dụ, mô hình thương lượng Nash vì đã đồng ý với các thông số của các hợp đồng được áp dụng.
Mặt khác, ở cấp độ hoạt động, phương pháp không hợp tác được sử dụng.  Thông thường mô hình trò chơi Stackelberg tuần tự được xem xét, trong đó một trong những người chơi, nhà lãnh đạo di chuyển trước và sau đó người theo dõi phản ứng.  Cả hai trường hợp đều là nhà cung cấp hoặc khách hàng với tư cách là người lãnh đạo Stackelberg, được nghiên cứu rộng rãi trong các tài liệu.  Trong trường hợp không đối xứng thông tin, một mô hình tuần tự tương tự được sử dụng và nó được gọi là cài đặt tác nhân chính.  Nghiên cứu về mối quan hệ cung cấp dài hạn cũng có thể được mô hình hóa như một trò chơi lặp đi lặp lại.
Tóm lại, một sự hợp tác thường bao gồm một hợp tác xã, tiếp theo là một trò chơi không hợp tác.  Tuy nhiên, hầu hết các nghiên cứu chỉ tập trung vào một trong các giai đoạn.

#### Sự tham gia của một hòa giải viên
Một số cơ chế phối hợp đòi hỏi sự tồn tại của một bên thứ ba độc lập, đáng tin cậy.  Nếu một trung gian hòa giải như vậy tồn tại, lý thuyết mạnh mẽ về thiết kế cơ chế thị trường có thể được áp dụng để điều phối kênh.  Mặc dù thoạt nhìn, sự tham gia của bên thứ ba dường như là không thực tế, trong lĩnh vực lập kế hoạch hòa giải như vậy đã tồn tại như các nhà cung cấp dịch vụ ứng dụng.

## Các loại hợp đồng
Có nhiều biến thể của hợp đồng, một số hình thức phổ biến được mô tả ngắn gọn dưới đây.  Bên cạnh đó, tồn tại một số kết hợp và phương pháp tùy chỉnh, quá.

### Biểu giá hai phần
Trong trường hợp này, khách hàng không chỉ trả tiền cho hàng hóa đã mua mà còn có một khoản cố định gọi là phí nhượng quyền cho mỗi đơn hàng.  Điều này nhằm bù đắp cho nhà cung cấp cho chi phí thiết lập cố định của mình.

### Giảm giá bán hàng
Hợp đồng này quy định hai mức giá và ngưỡng số lượng.  Nếu kích thước đơn hàng dưới ngưỡng, khách hàng trả giá cao hơn và nếu cao hơn, cô ấy trả giá thấp hơn cho các đơn vị trên ngưỡng.

### Số lượng giảm giá
Theo hợp đồng chiết khấu số lượng, khách hàng trả giá bán buôn tùy thuộc vào số lượng đặt hàng.  Điều này giống với hợp đồng giảm giá bán hàng, nhưng không có ngưỡng xác định.  Cơ chế xác định hợp đồng có thể phức tạp.  Hợp đồng đã được áp dụng trong nhiều tình huống, ví dụ, trong một chuỗi cung ứng quốc tế với tỷ giá hối đoái dao động.

### Tùy chọn công suất
Mặc dù mua công suất trước là phổ biến trong thực tế chuỗi cung ứng, có những tình huống mà nhà sản xuất muốn trì hoãn việc mua công suất để có thông tin tốt hơn về nhu cầu không chắc chắn.

### Mua lại / trả lại
Với các loại hợp đồng này, nhà cung cấp cung cấp rằng họ sẽ mua lại hàng tồn kho quá hạn còn lại với giá chiết khấu.  Điều này hỗ trợ việc chia sẻ rủi ro hàng tồn kho giữa các đối tác.  Một biến thể của hợp đồng này là thỏa thuận dự phòng, trong đó khách hàng đưa ra dự báo sơ bộ và sau đó thực hiện một đơn đặt hàng ít hơn hoặc bằng số lượng dự báo.  Nếu đơn đặt hàng ít hơn, nó cũng phải trả tiền phạt theo tỷ lệ cho hàng tồn kho quá hạn còn lại.  Thỏa thuận mua lại được phổ biến rộng rãi trên các tờ báo, sách, CD và các ngành công nghiệp thời trang.

### Số lượng linh hoạt
Trong trường hợp này, khách hàng đưa ra dự báo sơ bộ và sau đó nó có thể đưa ra thứ tự cố định trong một khoảng xung quanh dự báo.  Các hợp đồng như vậy là phổ biến ở một số thị trường, ví dụ, trong số các nhà cung cấp của ngành công nghiệp ô tô châu Âu.

### Chia sẻ doanh thu
Với việc chia sẻ doanh thu, khách hàng không chỉ trả tiền cho hàng hóa đã mua mà còn chia sẻ một tỷ lệ phần trăm nhất định trong doanh thu của mình với nhà cung cấp.  Hợp đồng này được sử dụng thành công trong lĩnh vực cho thuê băng video và triển lãm phim.  Có thể chứng minh rằng các hợp đồng mua lại và chia sẻ doanh thu tối ưu là tương đương, nghĩa là chúng tạo ra lợi nhuận tương tự cho các đối tác.

### Tùy chọn
Các hợp đồng quyền chọn có nguồn gốc từ sản phẩm và thị trường chứng khoán.  Với hợp đồng quyền chọn, khách hàng có thể đưa ra các đơn đặt hàng cố định trước, cũng như quyền mua để mua thêm (tùy chọn cuộc gọi) hoặc trả lại (đặt tùy chọn) sản phẩm sau.  Các tùy chọn có thể được mua ở một mức giá tùy chọn được xác định trước và được thực hiện ở mức giá thực hiện.  Cách tiếp cận này là một khái quát của một số loại hợp đồng trước đó.

### Hợp đồng VMI
Hợp đồng này có thể được sử dụng khi người mua không đặt hàng, chỉ truyền đạt các dự báo và tiêu thụ từ hàng tồn kho được cung cấp bởi nhà cung cấp.  Hợp đồng VMI quy định rằng không chỉ hàng hóa được tiêu thụ phải được thanh toán mà còn cả dự báo không chính xác, nghĩa là sự khác biệt giữa nhu cầu ước tính và nhu cầu thực hiện.  Bằng cách này, người mua được truyền cảm hứng để tăng chất lượng dự báo và rủi ro về sự không chắc chắn của thị trường được chia sẻ giữa các đối tác.

## Sách
- Tsan-Ming Choi, TC Edwin Cheng (biên soạn.) Phối hợp chuỗi cung ứng theo sự không chắc chắn, Springer, Cẩm nang quốc tế về sê-ri hệ thống thông tin, 2011.